# فهرست خورشیدگرفتگی‌های سده ۸ (پیش از میلاد)
این فهرست شامل خورشیدگرفتگی‌های قرن هشتمم پیش از میلاد است که در طی دورهٔ سال ۸۰۰ پیش از میلاد تا ۷۰۱ پیش از میلاد روی داده‌اند. در این دوره، ۲۳۴ خورشیدگرفتگی رخ داد که ۷۹ مورد آن خورشیدگرفتگی جزئی، ۸۸ مورد خورشیدگرفتگی حلقه‌ای، ۶۴ خورشیدگرفتگی کامل و ۳ مورد نیز از نوع خورشیدگرفتگی مرکب بود.
| تاریخ          | زمان بزرگترین گرفت | چرخهٔ ساروس | نوع    | قدر    | مدت زمان            | مکان                                            | مسیر گرفتگی            | ناحیهٔ جغرافیایی | منبع  |
| -------------- | ------------------ | ---------- | ------ | ------ | ------------------- | ----------------------------------------------- | ---------------------- | --------------- | ----- |
| ۴ ژوئن ۸۰۰     | ۱۱:۳۹:۳۳           | ۳۴         | حلقه‌ای | ۰٫۹۸۹۷ | 00 دقیقه و 38 ثانیه | ۸۵°۰۶′شمالی ۵°۰۰′شرقی / ۸۵٫۱°شمالی ۵٫۰°شرقی     | ۱۰۰ کیلومتر (۶۲ مایل)  |                 | [ ۱ ] |
| ۲۹ نوامبر ۸۰۰  | ۱۲:۳۴:۰۲           | ۳۹         | حلقه‌ای | ۰٫۹۶۳۸ | 03 دقیقه و 29 ثانیه | ۴۵°۲۴′جنوبی ۷۶°۳۰′شرقی / ۴۵٫۴°جنوبی ۷۶٫۵°شرقی   | ۱۴۴ کیلومتر (۸۹ مایل)  |                 | [ ۱ ] |
| ۲۴ مه ۷۹۹      | ۲۳:۳۴:۲۵           | ۴۴         | کامل   | ۱٫۰۵۵۴ | 05 دقیقه و 04 ثانیه | ۲۶°۰۶′شمالی ۸۶°۱۲′غربی / ۲۶٫۱°شمالی ۸۶٫۲°غربی   | ۱۸۴ کیلومتر (۱۱۴ مایل) |                 | [ ۱ ] |
| ۱۸ نوامبر ۷۹۹  | ۱۵:۳۰:۰۱           | ۴۹         | حلقه‌ای | ۰٫۹۲۲۵ | 10 دقیقه و 53 ثانیه | ۲°۱۲′جنوبی ۳۸°۳۶′شرقی / ۲٫۲°جنوبی ۳۸٫۶°شرقی     | ۳۰۴ کیلومتر (۱۸۹ مایل) |                 | [ ۱ ] |
| ۱۴ مه ۷۹۸      | ۱۶:۱۱:۲۸           | ۵۴         | کامل   | ۱٫۰۷۷۸ | 06 دقیقه و 47 ثانیه | ۲۱°۳۶′جنوبی ۳۴°۰۰′شرقی / ۲۱٫۶°جنوبی ۳۴٫۰°شرقی   | ۳۲۰ کیلومتر (۲۰۰ مایل) |                 | [ ۱ ] |
| ۷ نوامبر ۷۹۸   | ۱۴:۲۷:۲۶           | ۵۹         | حلقه‌ای | ۰٫۹۱۲۴ | 08 دقیقه و 34 ثانیه | ۵۴°۴۸′شمالی ۷۳°۴۲′شرقی / ۵۴٫۸°شمالی ۷۳٫۷°شرقی   | ۰۴۱ کیلومتر (۲۵ مایل)  |                 | [ ۱ ] |
| ۴ آوریل ۷۹۷    | ۰۰:۲۷:۰۸           | ۲۶         | جزئی   | ۰٫۶۱۵۱ | —                   | ۷۱°۴۲′شمالی ۱۶۸°۱۸′شرقی / ۷۱٫۷°شمالی ۱۶۸٫۳°شرقی | —                      |                 | [ ۱ ] |
| ۳ مه ۷۹۷       | ۰۸:۵۸:۴۹           | ۶۴         | جزئی   | ۰٫۲۹۷۸ | —                   | ۷۰°۳۰′جنوبی ۱۷۵°۵۴′غربی / ۷۰٫۵°جنوبی ۱۷۵٫۹°غربی | —                      |                 | [ ۱ ] |
| ۲۷ سپتامبر ۷۹۷ | ۰۳:۰۵:۴۵           | ۳۱         | جزئی   | ۰٫۵۰۷۳ | —                   | ۷۱°۴۲′جنوبی ۱۳۸°۰۰′شرقی / ۷۱٫۷°جنوبی ۱۳۸٫۰°شرقی | —                      |                 | [ ۱ ] |
| ۲۴ مارس ۷۹۶    | ۰۹:۰۷:۱۴           | ۳۶         | حلقه‌ای | ۰٫۹۶۷۹ | 03 دقیقه و 31 ثانیه | ۲۶°۰۶′شمالی ۱۲۶°۳۰′شرقی / ۲۶٫۱°شمالی ۱۲۶٫۵°شرقی | ۱۳۲ کیلومتر (۸۲ مایل)  |                 | [ ۱ ] |
| ۱۶ سپتامبر ۷۹۶ | ۱۶:۳۱:۴۸           | ۴۱         | کامل   | ۱٫۰۴۶۵ | 04 دقیقه و 03 ثانیه | ۲۴°۲۴′جنوبی ۱۲°۱۲′شرقی / ۲۴٫۴°جنوبی ۱۲٫۲°شرقی   | ۱۸۱ کیلومتر (۱۱۲ مایل) |                 | [ ۱ ] |
| ۱۳ مارس ۷۹۵    | ۱۰:۵۲:۴۷           | ۴۶         | حلقه‌ای | ۰٫۹۳۸۱ | 07 دقیقه و 40 ثانیه | ۲۰°۲۴′جنوبی ۱۱۵°۲۴′شرقی / ۲۰٫۴°جنوبی ۱۱۵٫۴°شرقی | ۲۳۷ کیلومتر (۱۴۷ مایل) |                 | [ ۱ ] |
| ۶ سپتامبر ۷۹۵  | ۰۸:۴۷:۵۱           | ۵۱         | کامل   | ۱٫۰۵۶۱ | 04 دقیقه و 57 ثانیه | ۱۹°۳۰′شمالی ۱۴۱°۳۶′شرقی / ۱۹٫۵°شمالی ۱۴۱٫۶°شرقی | ۱۸۸ کیلومتر (۱۱۷ مایل) |                 | [ ۱ ] |
| ۲ مارس ۷۹۴     | ۱۱:۲۴:۲۲           | ۵۶         | حلقه‌ای | ۰٫۹۳۹۹ | 04 دقیقه و 06 ثانیه | ۷۴°۳۰′جنوبی ۱۷۲°۱۲′غربی / ۷۴٫۵°جنوبی ۱۷۲٫۲°غربی | ۱۰۲ کیلومتر (۶۳ مایل)  |                 | [ ۱ ] |
| ۲۶ اوت ۷۹۴     | ۲۳:۱۲:۲۴           | ۶۱         | کامل   | ۱٫۰۰۷۶ | 00 دقیقه و 29 ثانیه | ۷۳°۱۲′شمالی ۲۶°۵۴′غربی / ۷۳٫۲°شمالی ۲۶٫۹°غربی   | ۶۵ کیلومتر (۴۰ مایل)   |                 | [ ۱ ] |
| ۲۱ ژانویه ۷۹۳  | ۰۵:۵۳:۲۵           | ۲۸         | جزئی   | ۰٫۸۱۳۳ | —                   | ۶۷°۴۸′شمالی ۱۷۴°۲۴′شرقی / ۶۷٫۸°شمالی ۱۷۴٫۴°شرقی | —                      |                 | [ ۱ ] |
| ۱۶ ژوئیه ۷۹۳   | ۱۷:۰۶:۳۹           | ۳۳         | جزئی   | ۰٫۷۴۸۳ | —                   | ۶۷°۰۰′جنوبی ۱۱°۴۲′شرقی / ۶۷٫۰°جنوبی ۱۱٫۷°شرقی   | —                      |                 | [ ۱ ] |
| ۹ ژانویه ۷۹۲   | ۲۰:۴۱:۳۴           | ۳۸         | کامل   | ۱٫۰۴۹۵ | 04 دقیقه و 49 ثانیه | ۰°۱۸′جنوبی ۳۷°۰۶′غربی / ۰٫۳°جنوبی ۳۷٫۱°غربی     | ۱۷۸ کیلومتر (۱۱۱ مایل) |                 | [ ۱ ] |
| ۵ ژوئیه ۷۹۲    | ۱۷:۳۵:۳۲           | ۴۳         | حلقه‌ای | ۰٫۹۴۷۴ | 07 دقیقه و 23 ثانیه | ۱°۱۸′شمالی ۷°۱۸′شرقی / ۱٫۳°شمالی ۷٫۳°شرقی       | ۲۰۹ کیلومتر (۱۳۰ مایل) |                 | [ ۱ ] |
| ۳۰ دسامبر ۷۹۲  | ۱۲:۲۱:۱۲           | ۴۸         | کامل   | ۱٫۰۳۲۸ | 02 دقیقه و 46 ثانیه | ۴۰°۴۲′جنوبی ۸۴°۴۲′شرقی / ۴۰٫۷°جنوبی ۸۴٫۷°شرقی   | ۱۱۶ کیلومتر (۷۲ مایل)  |                 | [ ۱ ] |
| ۲۴ ژوئن ۷۹۱    | ۲۰:۴۷:۱۷           | ۵۳         | حلقه‌ای | ۰٫۹۸۵۲ | 01 دقیقه و 24 ثانیه | ۴۶°۳۰′شمالی ۴۷°۴۸′غربی / ۴۶٫۵°شمالی ۴۷٫۸°غربی   | ۵۷ کیلومتر (۳۵ مایل)   |                 | [ ۱ ] |
| ۲۰ دسامبر ۷۹۱  | ۰۰:۱۲:۱۹           | ۵۸         | جزئی   | ۰٫۹۴۴۱ | —                   | ۶۴°۴۸′جنوبی ۱۱۰°۲۴′شرقی / ۶۴٫۸°جنوبی ۱۱۰٫۴°شرقی | —                      |                 | [ ۱ ] |
| ۱۵ مه ۷۹۰      | ۲۳:۳۱:۱۹           | ۲۵         | جزئی   | ۰٫۲۲۴۴ | —                   | ۶۲°۱۲′جنوبی ۲۹°۰۶′غربی / ۶۲٫۲°جنوبی ۲۹٫۱°غربی   | —                      |                 | [ ۱ ] |
| ۱۴ ژوئن ۷۹۰    | ۰۷:۱۰:۱۲           | ۶۳         | جزئی   | ۰٫۷۷۱۳ | —                   | ۶۴°۰۶′شمالی ۱۱°۲۴′شرقی / ۶۴٫۱°شمالی ۱۱٫۴°شرقی   | —                      |                 | [ ۱ ] |
| ۹ نوامبر ۷۹۰   | ۰۹:۵۴:۵۱           | ۳۰         | جزئی   | ۰٫۴۹۱۰ | —                   | ۶۱°۳۶′شمالی ۱۷۹°۲۴′شرقی / ۶۱٫۶°شمالی ۱۷۹٫۴°شرقی | —                      |                 | [ ۱ ] |
| ۴ مه ۷۸۹       | ۱۶:۳۸:۳۶           | ۳۵         | کامل   | ۱٫۰۷۴۷ | 05 دقیقه و 59 ثانیه | ۲۴°۵۴′جنوبی ۳۷°۳۶′شرقی / ۲۴٫۹°جنوبی ۳۷٫۶°شرقی   | ۳۲۲ کیلومتر (۲۰۰ مایل) |                 | [ ۱ ] |
| ۲۸ اکتبر ۷۸۹   | ۰۹:۱۱:۰۱           | ۴۰         | حلقه‌ای | ۰٫۹۲۸۶ | 08 دقیقه و 04 ثانیه | ۲۱°۴۲′شمالی ۱۴۶°۳۰′شرقی / ۲۱٫۷°شمالی ۱۴۶٫۵°شرقی | ۳۲۵ کیلومتر (۲۰۲ مایل) |                 | [ ۱ ] |
| ۲۴ آوریل ۷۸۸   | ۰۸:۳۶:۵۸           | ۴۵         | کامل   | ۱٫۰۴۳۲ | 03 دقیقه و 47 ثانیه | ۱۳°۳۰′شمالی ۱۳۸°۱۸′شرقی / ۱۳٫۵°شمالی ۱۳۸٫۳°شرقی | ۱۴۵ کیلومتر (۹۰ مایل)  |                 | [ ۱ ] |
| ۱۷ اکتبر ۷۸۸   | ۱۳:۵۳:۵۸           | ۵۰         | حلقه‌ای | ۰٫۹۸۱۷ | 01 دقیقه و 47 ثانیه | ۱۳°۰۶′جنوبی ۵۵°۳۶′شرقی / ۱۳٫۱°جنوبی ۵۵٫۶°شرقی   | ۶۵ کیلومتر (۴۰ مایل)   |                 | [ ۱ ] |
| ۱۳ آوریل ۷۸۷   | ۱۹:۰۲:۳۴           | ۵۵         | حلقه‌ای | ۰٫۹۷۷۲ | 01 دقیقه و 43 ثانیه | ۵۴°۳۰′شمالی ۶۱°۲۴′غربی / ۵۴٫۵°شمالی ۶۱٫۴°غربی   | ۱۶۳ کیلومتر (۱۰۱ مایل) |                 | [ ۱ ] |
| ۷ اکتبر ۷۸۷    | ۰۱:۵۰:۵۱           | ۶۰         | کامل   | ۱٫۰۲۸۴ | 01 دقیقه و 59 ثانیه | ۴۷°۰۶′جنوبی ۱۵۵°۰۶′غربی / ۴۷٫۱°جنوبی ۱۵۵٫۱°غربی | ۱۶۱ کیلومتر (۱۰۰ مایل) |                 | [ ۱ ] |
| ۴ مارس ۷۸۶     | ۰۶:۰۳:۱۰           | ۲۷         | جزئی   | ۰٫۵۴۲۰ | —                   | ۶۱°۰۰′جنوبی ۶۸°۴۸′غربی / ۶۱٫۰°جنوبی ۶۸٫۸°غربی   | —                      |                 | [ ۱ ] |
| ۲۸ اوت ۷۸۶     | ۰۸:۲۰:۴۷           | ۳۲         | جزئی   | ۰٫۷۱۷۱ | —                   | ۶۱°۳۰′شمالی ۹۹°۲۴′غربی / ۶۱٫۵°شمالی ۹۹٫۴°غربی   | —                      |                 | [ ۱ ] |
| ۲۶ سپتامبر ۷۸۶ | ۱۷:۳۹:۳۶           | ۷۰         | جزئی   | ۰٫۱۳۹۴ | —                   | ۶۰°۴۸′جنوبی ۸۲°۲۴′غربی / ۶۰٫۸°جنوبی ۸۲٫۴°غربی   | —                      |                 | [ ۱ ] |
| ۲۱ فوریه ۷۸۵   | ۰۷:۳۲:۰۰           | ۳۷         | حلقه‌ای | ۰٫۹۵۹۴ | 03 دقیقه و 47 ثانیه | ۴۰°۰۶′جنوبی ۱۷۷°۳۶′شرقی / ۴۰٫۱°جنوبی ۱۷۷٫۶°شرقی | ۱۶۸ کیلومتر (۱۰۴ مایل) |                 | [ ۱ ] |
| ۱۶ اوت ۷۸۵     | ۲۱:۳۱:۲۴           | ۴۲         | مرکب   | ۱٫۰۰۲۴ | 00 دقیقه و 12 ثانیه | ۴۱°۴۸′شمالی ۳۸°۰۶′غربی / ۴۱٫۸°شمالی ۳۸٫۱°غربی   | ۹ کیلومتر (۵٫۶ مایل)   |                 | [ ۱ ] |
| ۹ فوریه ۷۸۴    | ۱۵:۳۹:۱۹           | ۴۷         | مرکب   | ۱٫۰۱۲۵ | 01 دقیقه و 14 ثانیه | ۳°۲۴′جنوبی ۳۴°۰۶′شرقی / ۳٫۴°جنوبی ۳۴٫۱°شرقی     | ۴۴ کیلومتر (۲۷ مایل)   |                 | [ ۱ ] |
| ۶ اوت ۷۸۴      | ۰۳:۵۶:۱۲           | ۵۲         | حلقه‌ای | ۰٫۹۵۵۷ | 05 دقیقه و 26 ثانیه | ۳°۴۲′شمالی ۱۵۴°۰۶′غربی / ۳٫۷°شمالی ۱۵۴٫۱°غربی   | ۱۶۸ کیلومتر (۱۰۴ مایل) |                 | [ ۱ ] |
| ۳۰ ژانویه ۷۸۳  | ۰۵:۵۰:۵۶           | ۵۷         | کامل   | ۱٫۰۴۰۰ | 03 دقیقه و 01 ثانیه | ۴۶°۱۲′شمالی ۱۶۰°۱۸′شرقی / ۴۶٫۲°شمالی ۱۶۰٫۳°شرقی | ۳۸۶ کیلومتر (۲۴۰ مایل) |                 | [ ۱ ] |
| ۲۶ ژوئیه ۷۸۳   | ۰۴:۴۰:۰۳           | ۶۲         | جزئی   | ۰٫۸۹۳۳ | —                   | ۶۳°۳۰′جنوبی ۱۶۲°۵۴′شرقی / ۶۳٫۵°جنوبی ۱۶۲٫۹°شرقی | —                      |                 | [ ۱ ] |
| ۲۱ دسامبر ۷۸۳  | ۱۰:۵۹:۳۹           | ۲۹         | جزئی   | ۰٫۸۴۷۳ | —                   | ۶۶°۱۸′جنوبی ۸۰°۲۴′غربی / ۶۶٫۳°جنوبی ۸۰٫۴°غربی   | —                      |                 | [ ۱ ] |
| ۱۵ ژوئن ۷۸۲    | ۱۸:۳۱:۰۹           | ۳۴         | جزئی   | ۰٫۹۸۱۵ | —                   | ۶۷°۰۶′شمالی ۱۷۳°۰۰′شرقی / ۶۷٫۱°شمالی ۱۷۳٫۰°شرقی | —                      |                 | [ ۱ ] |
| ۱۰ دسامبر ۷۸۲  | ۲۰:۵۹:۲۹           | ۳۹         | حلقه‌ای | ۰٫۹۶۱۵ | 03 دقیقه و 41 ثانیه | ۴۷°۴۲′جنوبی ۴۷°۳۰′غربی / ۴۷٫۷°جنوبی ۴۷٫۵°غربی   | ۱۵۴ کیلومتر (۹۶ مایل)  |                 | [ ۱ ] |
| ۴ ژوئن ۷۸۱     | ۰۶:۴۹:۱۶           | ۴۴         | کامل   | ۱٫۰۵۸۰ | 05 دقیقه و 06 ثانیه | ۳۲°۴۸′شمالی ۱۶۳°۵۴′شرقی / ۳۲٫۸°شمالی ۱۶۳٫۹°شرقی | ۱۹۵ کیلومتر (۱۲۱ مایل) |                 | [ ۱ ] |
| ۲۸ نوامبر ۷۸۱  | ۲۳:۳۴:۵۵           | ۴۹         | حلقه‌ای | ۰٫۹۲۱۲ | 11 دقیقه و 17 ثانیه | ۵°۰۰′جنوبی ۸۴°۱۸′غربی / ۵٫۰°جنوبی ۸۴٫۳°غربی     | ۳۱۰ کیلومتر (۱۹۰ مایل) |                 | [ ۱ ] |
| ۲۴ مه ۷۸۰      | ۲۳:۳۶:۳۲           | ۵۴         | کامل   | ۱٫۰۷۹۲ | 07 دقیقه و 12 ثانیه | ۱۳°۵۴′جنوبی ۸۱°۴۸′غربی / ۱۳٫۹°جنوبی ۸۱٫۸°غربی   | ۳۰۵ کیلومتر (۱۹۰ مایل) |                 | [ ۱ ] |
| ۱۷ نوامبر ۷۸۰  | ۲۲:۳۰:۲۱           | ۵۹         | حلقه‌ای | ۰٫۹۱۳۲ | 08 دقیقه و 53 ثانیه | ۵۱°۳۶′شمالی ۵۴°۳۶′غربی / ۵۱٫۶°شمالی ۵۴٫۶°غربی   | ۹۸۴ کیلومتر (۶۱۱ مایل) |                 | [ ۱ ] |
| ۱۵ آوریل ۷۷۹   | ۰۷:۴۶:۰۶           | ۲۶         | جزئی   | ۰٫۴۸۷۸ | —                   | ۷۱°۳۰′شمالی ۴۳°۲۴′شرقی / ۷۱٫۵°شمالی ۴۳٫۴°شرقی   | —                      |                 | [ ۱ ] |
| ۱۴ مه ۷۷۹      | ۱۶:۱۷:۰۵           | ۶۴         | جزئی   | ۰٫۴۲۶۴ | —                   | ۶۹°۴۲′جنوبی ۶۰°۳۰′شرقی / ۶۹٫۷°جنوبی ۶۰٫۵°شرقی   | —                      |                 | [ ۱ ] |
| ۸ اکتبر ۷۷۹    | ۱۱:۲۳:۵۶           | ۳۱         | جزئی   | ۰٫۴۸۷۰ | —                   | ۷۱°۳۶′جنوبی ۲°۰۰′غربی / ۷۱٫۶°جنوبی ۲٫۰°غربی     | —                      |                 | [ ۱ ] |
| ۴ آوریل ۷۷۸    | ۱۶:۰۵:۲۵           | ۳۶         | حلقه‌ای | ۰٫۹۶۶۹ | 03 دقیقه و 25 ثانیه | ۳۴°۳۶′شمالی ۱۷°۱۸′شرقی / ۳۴٫۶°شمالی ۱۷٫۳°شرقی   | ۱۴۳ کیلومتر (۸۹ مایل)  |                 | [ ۱ ] |
| ۲۸ سپتامبر ۷۷۸ | ۰۰:۵۷:۱۷           | ۴۱         | کامل   | ۱٫۰۴۴۹ | 03 دقیقه و 46 ثانیه | ۲۹°۵۴′جنوبی ۱۱۷°۲۴′غربی / ۲۹٫۹°جنوبی ۱۱۷٫۴°غربی | ۱۷۷ کیلومتر (۱۱۰ مایل) |                 | [ ۱ ] |
| ۲۳ مارس ۷۷۷    | ۱۷:۴۰:۵۴           | ۴۶         | حلقه‌ای | ۰٫۹۴۰۷ | 07 دقیقه و 32 ثانیه | ۱۲°۳۶′جنوبی ۱۰°۰۰′شرقی / ۱۲٫۶°جنوبی ۱۰٫۰°شرقی   | ۲۲۳ کیلومتر (۱۳۹ مایل) |                 | [ ۱ ] |
| ۱۶ سپتامبر ۷۷۷ | ۱۷:۰۶:۰۹           | ۵۱         | کامل   | ۱٫۰۵۱۷ | 04 دقیقه و 39 ثانیه | ۱۳°۴۲′شمالی ۱۴°۴۸′شرقی / ۱۳٫۷°شمالی ۱۴٫۸°شرقی   | ۱۷۳ کیلومتر (۱۰۷ مایل) |                 | [ ۱ ] |
| ۱۲ مارس ۷۷۶    | ۱۸:۳۰:۴۸           | ۵۶         | حلقه‌ای | ۰٫۹۴۷۹ | 04 دقیقه و 01 ثانیه | ۶۶°۴۸′جنوبی ۳۸°۵۴′شرقی / ۶۶٫۸°جنوبی ۳۸٫۹°شرقی   | ۴۹۳ کیلومتر (۳۰۶ مایل) |                 | [ ۱ ] |
| ۶ سپتامبر ۷۷۶  | ۰۷:۰۷:۰۳           | ۶۱         | مرکب   | ۱٫۰۰۲۵ | 00 دقیقه و 10 ثانیه | ۶۶°۱۲′شمالی ۱۶۰°۰۶′غربی / ۶۶٫۲°شمالی ۱۶۰٫۱°غربی | ۱۸ کیلومتر (۱۱ مایل)   |                 | [ ۱ ] |
| ۳۱ ژانویه ۷۷۵  | ۱۴:۰۹:۵۴           | ۲۸         | جزئی   | ۰٫۷۸۰۹ | —                   | ۶۸°۴۸′شمالی ۳۷°۱۸′شرقی / ۶۸٫۸°شمالی ۳۷٫۳°شرقی   | —                      |                 | [ ۱ ] |
| ۲۷ ژوئیه ۷۷۵   | ۲۳:۵۲:۱۲           | ۳۳         | جزئی   | ۰٫۶۲۷۵ | —                   | ۶۸°۰۶′جنوبی ۱۰۲°۰۰′غربی / ۶۸٫۱°جنوبی ۱۰۲٫۰°غربی | —                      |                 | [ ۱ ] |
| ۲۱ ژانویه ۷۷۴  | ۰۵:۱۶:۳۶           | ۳۸         | کامل   | ۱٫۰۵۲۵ | 05 دقیقه و 04 ثانیه | ۲°۰۶′شمالی ۱۶۷°۵۴′غربی / ۲٫۱°شمالی ۱۶۷٫۹°غربی   | ۱۹۰ کیلومتر (۱۲۰ مایل) |                 | [ ۱ ] |
| ۱۷ ژوئیه ۷۷۴   | ۰۰:۱۰:۰۲           | ۴۳         | حلقه‌ای | ۰٫۹۴۵۹ | 07 دقیقه و 37 ثانیه | ۴°۲۴′جنوبی ۹۳°۴۲′غربی / ۴٫۴°جنوبی ۹۳٫۷°غربی     | ۲۲۴ کیلومتر (۱۳۹ مایل) |                 | [ ۱ ] |
| ۱۰ ژانویه ۷۷۳  | ۲۰:۵۹:۱۲           | ۴۸         | کامل   | ۱٫۰۳۲۹ | 02 دقیقه و 49 ثانیه | ۳۹°۳۶′جنوبی ۴۲°۵۴′غربی / ۳۹٫۶°جنوبی ۴۲٫۹°غربی   | ۱۱۶ کیلومتر (۷۲ مایل)  |                 | [ ۱ ] |
| ۵ ژوئیه ۷۷۳    | ۰۳:۳۷:۵۹           | ۵۳         | حلقه‌ای | ۰٫۹۸۷۲ | 01 دقیقه و 15 ثانیه | ۴۲°۰۶′شمالی ۱۴۷°۵۴′غربی / ۴۲٫۱°شمالی ۱۴۷٫۹°غربی | ۴۷ کیلومتر (۲۹ مایل)   |                 | [ ۱ ] |
| ۳۰ دسامبر ۷۷۳  | ۰۸:۳۷:۲۱           | ۵۸         | جزئی   | ۰٫۹۴۷۷ | —                   | ۶۵°۴۸′جنوبی ۲۷°۱۲′غربی / ۶۵٫۸°جنوبی ۲۷٫۲°غربی   | —                      |                 | [ ۱ ] |
| ۲۶ مه ۷۷۲      | ۰۶:۵۰:۲۴           | ۲۵         | جزئی   | ۰٫۰۸۹۰ | —                   | ۶۲°۴۸′جنوبی ۱۴۹°۲۴′غربی / ۶۲٫۸°جنوبی ۱۴۹٫۴°غربی | —                      |                 | [ ۱ ] |
| ۲۴ ژوئن ۷۷۲    | ۱۴:۲۴:۳۹           | ۶۳         | جزئی   | ۰٫۹۱۵۶ | —                   | ۶۵°۰۰′شمالی ۱۰۸°۱۸′غربی / ۶۵٫۰°شمالی ۱۰۸٫۳°غربی | —                      |                 | [ ۱ ] |
| ۱۹ نوامبر ۷۷۲  | ۱۷:۵۶:۱۰           | ۳۰         | جزئی   | ۰٫۴۸۲۲ | —                   | ۶۲°۱۸′شمالی ۴۸°۵۴′شرقی / ۶۲٫۳°شمالی ۴۸٫۹°شرقی   | —                      |                 | [ ۱ ] |
| ۱۶ مه ۷۷۱      | ۰۰:۰۳:۵۷           | ۳۵         | کامل   | ۱٫۰۷۳۲ | 05 دقیقه و 54 ثانیه | ۲۸°۰۶′جنوبی ۷۵°۰۰′غربی / ۲۸٫۱°جنوبی ۷۵٫۰°غربی   | ۳۵۲ کیلومتر (۲۱۹ مایل) |                 | [ ۱ ] |
| ۸ نوامبر ۷۷۱   | ۱۷:۱۷:۰۲           | ۴۰         | حلقه‌ای | ۰٫۹۲۹۲ | 08 دقیقه و 19 ثانیه | ۱۸°۵۴′شمالی ۲۲°۰۶′شرقی / ۱۸٫۹°شمالی ۲۲٫۱°شرقی   | ۳۲۴ کیلومتر (۲۰۱ مایل) |                 | [ ۱ ] |
| ۵ مه ۷۷۰       | ۱۵:۵۲:۰۹           | ۴۵         | کامل   | ۱٫۰۴۱۳ | 03 دقیقه و 44 ثانیه | ۱۳°۳۰′شمالی ۲۹°۲۴′شرقی / ۱۳٫۵°شمالی ۲۹٫۴°شرقی   | ۱۳۸ کیلومتر (۸۶ مایل)  |                 | [ ۱ ] |
| ۲۸ اکتبر ۷۷۰   | ۲۲:۱۸:۰۹           | ۵۰         | حلقه‌ای | ۰٫۹۸۲۹ | 01 دقیقه و 40 ثانیه | ۱۷°۰۰′جنوبی ۷۱°۴۸′غربی / ۱۷٫۰°جنوبی ۷۱٫۸°غربی   | ۶۱ کیلومتر (۳۸ مایل)   |                 | [ ۱ ] |
| ۲۴ آوریل ۷۶۹   | ۰۱:۵۴:۳۱           | ۵۵         | حلقه‌ای | ۰٫۹۷۷۶ | 01 دقیقه و 44 ثانیه | ۵۳°۴۲′شمالی ۱۵۸°۴۸′غربی / ۵۳٫۷°شمالی ۱۵۸٫۸°غربی | ۱۳۱ کیلومتر (۸۱ مایل)  |                 | [ ۱ ] |
| ۱۷ اکتبر ۷۶۹   | ۱۰:۲۷:۳۹           | ۶۰         | کامل   | ۱٫۰۲۸۴ | 01 دقیقه و 56 ثانیه | ۵۰°۱۲′جنوبی ۷۳°۰۰′شرقی / ۵۰٫۲°جنوبی ۷۳٫۰°شرقی   | ۱۵۷ کیلومتر (۹۸ مایل)  |                 | [ ۱ ] |
| ۱۴ مارس ۷۶۸    | ۱۲:۵۸:۳۲           | ۲۷         | جزئی   | ۰٫۴۴۵۴ | —                   | ۶۰°۴۸′جنوبی ۱۷۷°۳۰′شرقی / ۶۰٫۸°جنوبی ۱۷۷٫۵°شرقی | —                      |                 | [ ۱ ] |
| ۷ سپتامبر ۷۶۸  | ۱۶:۲۸:۳۶           | ۳۲         | جزئی   | ۰٫۶۴۷۹ | —                   | ۶۱°۰۰′شمالی ۱۲۸°۳۶′شرقی / ۶۱٫۰°شمالی ۱۲۸٫۶°شرقی | —                      |                 | [ ۱ ] |
| ۷ اکتبر ۷۶۸    | ۰۲:۱۳:۱۴           | ۷۰         | جزئی   | ۰٫۱۷۰۷ | —                   | ۶۰°۴۸′جنوبی ۱۳۹°۱۸′شرقی / ۶۰٫۸°جنوبی ۱۳۹٫۳°شرقی | —                      |                 | [ ۱ ] |
| ۳ مارس ۷۶۷     | ۱۴:۵۴:۴۳           | ۳۷         | حلقه‌ای | ۰٫۹۶۴۸ | 03 دقیقه و 14 ثانیه | ۳۸°۱۸′جنوبی ۶۷°۳۶′شرقی / ۳۸٫۳°جنوبی ۶۷٫۶°شرقی   | ۱۴۹ کیلومتر (۹۳ مایل)  |                 | [ ۱ ] |
| ۲۸ اوت ۷۶۷     | ۰۵:۱۱:۰۰           | ۴۲         | حلقه‌ای | ۰٫۹۹۵۵ | 00 دقیقه و 23 ثانیه | ۴۰°۱۸′شمالی ۱۵۱°۴۲′غربی / ۴۰٫۳°شمالی ۱۵۱٫۷°غربی | ۱۸ کیلومتر (۱۱ مایل)   |                 | [ ۱ ] |
| ۲۰ فوریه ۷۶۶   | ۲۳:۳۶:۲۳           | ۴۷         | کامل   | ۱٫۰۱۹۰ | 01 دقیقه و 49 ثانیه | ۲°۱۲′جنوبی ۸۶°۱۸′غربی / ۲٫۲°جنوبی ۸۶٫۳°غربی     | ۶۶ کیلومتر (۴۱ مایل)   |                 | [ ۱ ] |
| ۱۷ اوت ۷۶۶     | ۱۱:۰۰:۵۵           | ۵۲         | حلقه‌ای | ۰٫۹۵۰۷ | 05 دقیقه و 53 ثانیه | ۴°۱۲′شمالی ۹۸°۴۸′شرقی / ۴٫۲°شمالی ۹۸٫۸°شرقی     | ۱۸۵ کیلومتر (۱۱۵ مایل) |                 | [ ۱ ] |
| ۱۰ فوریه ۷۶۵   | ۱۴:۱۰:۵۶           | ۵۷         | کامل   | ۱٫۰۴۵۶ | 03 دقیقه و 25 ثانیه | ۴۳°۳۰′شمالی ۳۱°۴۸′شرقی / ۴۳٫۵°شمالی ۳۱٫۸°شرقی   | ۳۶۲ کیلومتر (۲۲۵ مایل) |                 | [ ۱ ] |
| ۵ اوت ۷۶۵      | ۱۱:۲۵:۴۴           | ۶۲         | حلقه‌ای | ۰٫۹۲۸۲ | 06 دقیقه و 53 ثانیه | ۵۲°۲۴′جنوبی ۶۵°۳۰′شرقی / ۵۲٫۴°جنوبی ۶۵٫۵°شرقی   | ۱۷۴ کیلومتر (۱۰۸ مایل) |                 | [ ۱ ] |
| ۳۱ دسامبر ۷۶۵  | ۱۹:۳۷:۳۵           | ۲۹         | جزئی   | ۰٫۸۳۰۸ | —                   | ۶۵°۱۸′جنوبی ۱۳۸°۳۰′شرقی / ۶۵٫۳°جنوبی ۱۳۸٫۵°شرقی | —                      |                 | [ ۱ ] |
| ۲۶ ژوئن ۷۶۴    | ۰۱:۲۷:۴۴           | ۳۴         | جزئی   | ۰٫۸۵۲۱ | —                   | ۶۶°۰۶′شمالی ۵۷°۰۰′شرقی / ۶۶٫۱°شمالی ۵۷٫۰°شرقی   | —                      |                 | [ ۱ ] |
| ۲۱ دسامبر ۷۶۴  | ۰۵:۱۹:۳۷           | ۳۹         | حلقه‌ای | ۰٫۹۵۹۸ | 03 دقیقه و 49 ثانیه | ۴۹°۰۶′جنوبی ۱۶۹°۳۰′غربی / ۴۹٫۱°جنوبی ۱۶۹٫۵°غربی | ۱۶۲ کیلومتر (۱۰۱ مایل) |                 | [ ۱ ] |
| ۱۵ ژوئن ۷۶۳    | ۱۴:۰۷:۳۲           | ۴۴         | کامل   | ۱٫۰۵۹۶ | 05 دقیقه و 00 ثانیه | ۳۸°۵۴′شمالی ۵۴°۱۸′شرقی / ۳۸٫۹°شمالی ۵۴٫۳°شرقی   | ۲۰۴ کیلومتر (۱۲۷ مایل) |                 | [ ۱ ] |
| ۱۰ دسامبر ۷۶۳  | ۰۷:۳۸:۱۶           | ۴۹         | حلقه‌ای | ۰٫۹۲۰۶ | 11 دقیقه و 29 ثانیه | ۷°۰۶′جنوبی ۱۵۳°۳۰′شرقی / ۷٫۱°جنوبی ۱۵۳٫۵°شرقی   | ۳۱۲ کیلومتر (۱۹۴ مایل) |                 | [ ۱ ] |
| ۵ ژوئن ۷۶۲     | ۰۷:۰۱:۰۷           | ۵۴         | کامل   | ۱٫۰۷۹۷ | 07 دقیقه و 25 ثانیه | ۶°۴۸′جنوبی ۱۶۳°۱۸′شرقی / ۶٫۸°جنوبی ۱۶۳٫۳°شرقی   | ۲۹۲ کیلومتر (۱۸۱ مایل) |                 | [ ۱ ] |
| ۲۹ نوامبر ۷۶۲  | ۰۶:۳۶:۰۰           | ۵۹         | حلقه‌ای | ۰٫۹۱۴۵ | 09 دقیقه و 04 ثانیه | ۴۹°۰۰′شمالی ۱۷۷°۰۶′شرقی / ۴۹٫۰°شمالی ۱۷۷٫۱°شرقی | ۹۴۰ کیلومتر (۵۸۰ مایل) |                 | [ ۱ ] |
| ۲۵ آوریل ۷۶۱   | ۱۴:۵۷:۱۶           | ۲۶         | جزئی   | ۰٫۳۵۰۶ | —                   | ۷۱°۰۰′شمالی ۷۹°۱۲′غربی / ۷۱٫۰°شمالی ۷۹٫۲°غربی   | —                      |                 | [ ۱ ] |
| ۲۴ مه ۷۶۱      | ۲۳:۳۱:۱۶           | ۶۴         | جزئی   | ۰٫۵۶۰۴ | —                   | ۶۸°۵۴′جنوبی ۶۱°۳۰′غربی / ۶۸٫۹°جنوبی ۶۱٫۵°غربی   | —                      |                 | [ ۱ ] |
| ۱۸ اکتبر ۷۶۱   | ۱۹:۵۰:۳۳           | ۳۱         | جزئی   | ۰٫۴۷۷۷ | —                   | ۷۱°۱۸′جنوبی ۱۴۳°۵۴′غربی / ۷۱٫۳°جنوبی ۱۴۳٫۹°غربی | —                      |                 | [ ۱ ] |
| ۱۴ آوریل ۷۶۰   | ۲۲:۵۳:۰۳           | ۳۶         | حلقه‌ای | ۰٫۹۶۵۴ | 03 دقیقه و 20 ثانیه | ۴۳°۴۸′شمالی ۸۹°۵۴′غربی / ۴۳٫۸°شمالی ۸۹٫۹°غربی   | ۱۶۰ کیلومتر (۹۹ مایل)  |                 | [ ۱ ] |
| ۸ اکتبر ۷۶۰    | ۰۹:۳۱:۴۴           | ۴۱         | کامل   | ۱٫۰۴۳۴ | 03 دقیقه و 31 ثانیه | ۳۵°۱۲′جنوبی ۱۱۱°۰۶′شرقی / ۳۵٫۲°جنوبی ۱۱۱٫۱°شرقی | ۱۷۴ کیلومتر (۱۰۸ مایل) |                 | [ ۱ ] |
| ۴ آوریل ۷۵۹    | ۰۰:۲۰:۵۴           | ۴۶         | حلقه‌ای | ۰٫۹۴۳۲ | 07 دقیقه و 20 ثانیه | ۴°۲۴′جنوبی ۹۳°۴۲′غربی / ۴٫۴°جنوبی ۹۳٫۷°غربی     | ۲۱۱ کیلومتر (۱۳۱ مایل) |                 | [ ۱ ] |
| ۲۸ سپتامبر ۷۵۹ | ۰۱:۳۱:۳۹           | ۵۱         | کامل   | ۱٫۰۴۷۴ | 04 دقیقه و 20 ثانیه | ۸°۰۶′شمالی ۱۱۳°۵۴′غربی / ۸٫۱°شمالی ۱۱۳٫۹°غربی   | ۱۵۹ کیلومتر (۹۹ مایل)  |                 | [ ۱ ] |
| ۲۴ مارس ۷۵۸    | ۰۱:۳۲:۰۱           | ۵۶         | حلقه‌ای | ۰٫۹۵۵۰ | 03 دقیقه و 50 ثانیه | ۵۷°۰۰′جنوبی ۸۳°۲۴′غربی / ۵۷٫۰°جنوبی ۸۳٫۴°غربی   | ۳۱۹ کیلومتر (۱۹۸ مایل) |                 | [ ۱ ] |
| ۱۷ سپتامبر ۷۵۸ | ۱۵:۰۸:۱۷           | ۶۱         | حلقه‌ای | ۰٫۹۹۷۰ | 00 دقیقه و 13 ثانیه | ۵۹°۳۶′شمالی ۷۰°۵۴′شرقی / ۵۹٫۶°شمالی ۷۰٫۹°شرقی   | ۲۰ کیلومتر (۱۲ مایل)   |                 | [ ۱ ] |
| ۱۱ فوریه ۷۵۷   | ۲۲:۲۰:۵۱           | ۲۸         | جزئی   | ۰٫۷۳۸۲ | —                   | ۶۹°۴۲′شمالی ۹۸°۵۴′غربی / ۶۹٫۷°شمالی ۹۸٫۹°غربی   | —                      |                 | [ ۱ ] |
| ۱۲ مارس ۷۵۷    | ۰۸:۵۱:۳۴           | ۶۶         | جزئی   | ۰٫۰۰۴۷ | —                   | ۷۱°۲۴′جنوبی ۱۱۲°۱۲′غربی / ۷۱٫۴°جنوبی ۱۱۲٫۲°غربی | —                      |                 | [ ۱ ] |
| ۷ اوت ۷۵۷      | ۰۶:۴۲:۵۲           | ۳۳         | جزئی   | ۰٫۵۱۶۲ | —                   | ۶۹°۰۶′جنوبی ۱۴۲°۲۴′شرقی / ۶۹٫۱°جنوبی ۱۴۲٫۴°شرقی | —                      |                 | [ ۱ ] |
| ۳۱ ژانویه ۷۵۶  | ۱۳:۴۵:۳۱           | ۳۸         | کامل   | ۱٫۰۵۵۶ | 05 دقیقه و 17 ثانیه | ۵°۳۰′شمالی ۶۲°۳۰′شرقی / ۵٫۵°شمالی ۶۲٫۵°شرقی     | ۲۰۲ کیلومتر (۱۲۶ مایل) |                 | [ ۱ ] |
| ۲۷ ژوئیه ۷۵۶   | ۰۶:۵۲:۱۳           | ۴۳         | حلقه‌ای | ۰٫۹۴۴۱ | 07 دقیقه و 42 ثانیه | ۱۰°۳۰′جنوبی ۱۶۲°۳۶′شرقی / ۱۰٫۵°جنوبی ۱۶۲٫۶°شرقی | ۲۴۳ کیلومتر (۱۵۱ مایل) |                 | [ ۱ ] |
| ۲۱ ژانویه ۷۵۵  | ۰۵:۲۹:۲۷           | ۴۸         | کامل   | ۱٫۰۳۳۳ | 02 دقیقه و 54 ثانیه | ۳۷°۱۲′جنوبی ۱۶۹°۱۲′غربی / ۳۷٫۲°جنوبی ۱۶۹٫۲°غربی | ۱۱۶ کیلومتر (۷۲ مایل)  |                 | [ ۱ ] |
| ۱۶ ژوئیه ۷۵۵   | ۱۰:۳۷:۵۳           | ۵۳         | حلقه‌ای | ۰٫۹۸۸۸ | 01 دقیقه و 09 ثانیه | ۳۷°۰۶′شمالی ۱۰۸°۲۴′شرقی / ۳۷٫۱°شمالی ۱۰۸٫۴°شرقی | ۴۱ کیلومتر (۲۵ مایل)   |                 | [ ۱ ] |
| ۱۰ ژانویه ۷۵۴  | ۱۶:۵۵:۱۰           | ۵۸         | جزئی   | ۰٫۹۶۰۰ | —                   | ۶۶°۵۴′جنوبی ۱۶۳°۳۰′غربی / ۶۶٫۹°جنوبی ۱۶۳٫۵°غربی | —                      |                 | [ ۱ ] |
| ۵ ژوئیه ۷۵۴    | ۲۱:۴۴:۵۲           | ۶۳         | کامل   | ۱٫۰۳۲۸ | 01 دقیقه و 40 ثانیه | ۷۷°۱۸′شمالی ۱۳۸°۰۰′شرقی / ۷۷٫۳°شمالی ۱۳۸٫۰°شرقی | ۵۵۷ کیلومتر (۳۴۶ مایل) |                 | [ ۱ ] |
| ۱ دسامبر ۷۵۴   | ۰۱:۵۷:۱۴           | ۳۰         | جزئی   | ۰٫۴۷۳۶ | —                   | ۶۳°۰۶′شمالی ۸۱°۴۸′غربی / ۶۳٫۱°شمالی ۸۱٫۸°غربی   | —                      |                 | [ ۱ ] |
| ۲۶ مه ۷۵۳      | ۰۷:۲۷:۴۸           | ۳۵         | کامل   | ۱٫۰۷۰۵ | 05 دقیقه و 40 ثانیه | ۳۳°۰۰′جنوبی ۱۷۲°۳۰′شرقی / ۳۳٫۰°جنوبی ۱۷۲٫۵°شرقی | ۳۹۸ کیلومتر (۲۴۷ مایل) |                 | [ ۱ ] |
| ۱۹ نوامبر ۷۵۳  | ۰۱:۲۶:۱۰           | ۴۰         | حلقه‌ای | ۰٫۹۳۰۵ | 08 دقیقه و 28 ثانیه | ۱۶°۳۶′شمالی ۱۰۳°۰۶′غربی / ۱۶٫۶°شمالی ۱۰۳٫۱°غربی | ۳۲۰ کیلومتر (۲۰۰ مایل) |                 | [ ۱ ] |
| ۱۵ مه ۷۵۲      | ۲۳:۰۱:۴۴           | ۴۵         | کامل   | ۱٫۰۳۸۶ | 03 دقیقه و 37 ثانیه | ۱۲°۳۶′شمالی ۷۸°۰۰′غربی / ۱۲٫۶°شمالی ۷۸٫۰°غربی   | ۱۳۰ کیلومتر (۸۱ مایل)  |                 | [ ۱ ] |
| ۸ نوامبر ۷۵۲   | ۰۶:۴۸:۰۸           | ۵۰         | حلقه‌ای | ۰٫۹۸۴۸ | 01 دقیقه و 29 ثانیه | ۲۰°۴۸′جنوبی ۱۵۹°۴۲′شرقی / ۲۰٫۸°جنوبی ۱۵۹٫۷°شرقی | ۵۴ کیلومتر (۳۴ مایل)   |                 | [ ۱ ] |
| ۵ مه ۷۵۱       | ۰۸:۳۹:۴۸           | ۵۵         | حلقه‌ای | ۰٫۹۷۷۲ | 01 دقیقه و 49 ثانیه | ۵۳°۱۲′شمالی ۱۰۵°۰۶′شرقی / ۵۳٫۲°شمالی ۱۰۵٫۱°شرقی | ۱۱۶ کیلومتر (۷۲ مایل)  |                 | [ ۱ ] |
| ۲۸ اکتبر ۷۵۱   | ۱۹:۱۰:۱۹           | ۶۰         | کامل   | ۱٫۰۲۸۸ | 01 دقیقه و 55 ثانیه | ۵۴°۰۰′جنوبی ۶۰°۱۲′غربی / ۵۴٫۰°جنوبی ۶۰٫۲°غربی   | ۱۵۶ کیلومتر (۹۷ مایل)  |                 | [ ۱ ] |
| ۲۵ مارس ۷۵۰    | ۱۹:۴۵:۳۸           | ۲۷         | جزئی   | ۰٫۳۳۷۱ | —                   | ۶۰°۳۶′جنوبی ۶۵°۴۸′شرقی / ۶۰٫۶°جنوبی ۶۵٫۸°شرقی   | —                      |                 | [ ۱ ] |
| ۲۴ آوریل ۷۵۰   | ۱۱:۱۷:۲۹           | ۶۵         | جزئی   | ۰٫۰۸۳۸ | —                   | ۶۱°۰۶′شمالی ۱۰°۴۲′غربی / ۶۱٫۱°شمالی ۱۰٫۷°غربی   | —                      |                 | [ ۱ ] |
| ۱۹ سپتامبر ۷۵۰ | ۰۰:۴۴:۲۱           | ۳۲         | جزئی   | ۰٫۵۹۲۱ | —                   | ۶۰°۴۸′شمالی ۵°۱۸′غربی / ۶۰٫۸°شمالی ۵٫۳°غربی     | —                      |                 | [ ۱ ] |
| ۱۸ اکتبر ۷۵۰   | ۱۰:۵۳:۵۰           | ۷۰         | جزئی   | ۰٫۱۹۰۴ | —                   | ۶۱°۰۰′جنوبی ۰°۴۸′غربی / ۶۱٫۰°جنوبی ۰٫۸°غربی     | —                      |                 | [ ۱ ] |
| ۱۳ مارس ۷۴۹    | ۲۲:۰۹:۱۸           | ۳۷         | حلقه‌ای | ۰٫۹۷۰۲ | 02 دقیقه و 42 ثانیه | ۳۷°۰۰′جنوبی ۴۰°۴۲′غربی / ۳۷٫۰°جنوبی ۴۰٫۷°غربی   | ۱۳۱ کیلومتر (۸۱ مایل)  |                 | [ ۱ ] |
| ۷ سپتامبر ۷۴۹  | ۱۲:۵۷:۴۰           | ۴۲         | حلقه‌ای | ۰٫۹۸۸۶ | 00 دقیقه و 58 ثانیه | ۳۸°۰۶′شمالی ۹۲°۰۰′شرقی / ۳۸٫۱°شمالی ۹۲٫۰°شرقی   | ۴۸ کیلومتر (۳۰ مایل)   |                 | [ ۱ ] |
| ۳ مارس ۷۴۸     | ۰۷:۲۵:۵۵           | ۴۷         | کامل   | ۱٫۰۲۵۶ | 02 دقیقه و 21 ثانیه | ۰°۴۸′جنوبی ۱۵۵°۱۸′شرقی / ۰٫۸°جنوبی ۱۵۵٫۳°شرقی   | ۸۸ کیلومتر (۵۵ مایل)   |                 | [ ۱ ] |
| ۲۷ اوت ۷۴۸     | ۱۸:۱۳:۳۴           | ۵۲         | حلقه‌ای | ۰٫۹۴۵۷ | 06 دقیقه و 20 ثانیه | ۳°۳۶′شمالی ۱۰°۰۶′غربی / ۳٫۶°شمالی ۱۰٫۱°غربی     | ۲۰۳ کیلومتر (۱۲۶ مایل) |                 | [ ۱ ] |
| ۲۰ فوریه ۷۴۷   | ۲۲:۲۳:۲۷           | ۵۷         | کامل   | ۱٫۰۵۱۱ | 03 دقیقه و 47 ثانیه | ۴۱°۲۴′شمالی ۹۳°۵۴′غربی / ۴۱٫۴°شمالی ۹۳٫۹°غربی   | ۳۴۴ کیلومتر (۲۱۴ مایل) |                 | [ ۱ ] |
| ۱۶ اوت ۷۴۷     | ۱۸:۲۱:۰۸           | ۶۲         | حلقه‌ای | ۰٫۹۲۸۵ | 07 دقیقه و 18 ثانیه | ۴۳°۵۴′جنوبی ۳۶°۵۴′غربی / ۴۳٫۹°جنوبی ۳۶٫۹°غربی   | ۶۴۴ کیلومتر (۴۰۰ مایل) |                 | [ ۱ ] |
| ۱۲ ژانویه ۷۴۶  | ۰۴:۱۰:۴۹           | ۲۹         | جزئی   | ۰٫۸۰۷۷ | —                   | ۶۴°۱۸′جنوبی ۱°۰۰′غربی / ۶۴٫۳°جنوبی ۱٫۰°غربی     | —                      |                 | [ ۱ ] |
| ۷ ژوئیه ۷۴۶    | ۰۸:۲۹:۴۷           | ۳۴         | جزئی   | ۰٫۷۲۸۷ | —                   | ۶۵°۰۶′شمالی ۶۰°۰۰′غربی / ۶۵٫۱°شمالی ۶۰٫۰°غربی   | —                      |                 | [ ۱ ] |
| ۱ ژانویه ۷۴۵   | ۱۳:۳۶:۰۷           | ۳۹         | حلقه‌ای | ۰٫۹۵۸۶ | 03 دقیقه و 54 ثانیه | ۴۹°۳۶′جنوبی ۶۹°۴۸′شرقی / ۴۹٫۶°جنوبی ۶۹٫۸°شرقی   | ۱۶۷ کیلومتر (۱۰۴ مایل) |                 | [ ۱ ] |
| ۲۵ ژوئن ۷۴۵    | ۲۱:۲۹:۲۰           | ۴۴         | کامل   | ۱٫۰۶۰۵ | 04 دقیقه و 51 ثانیه | ۴۴°۰۰′شمالی ۵۴°۴۸′غربی / ۴۴٫۰°شمالی ۵۴٫۸°غربی   | ۲۱۲ کیلومتر (۱۳۲ مایل) |                 | [ ۱ ] |
| ۲۰ دسامبر ۷۴۵  | ۱۵:۳۸:۳۷           | ۴۹         | حلقه‌ای | ۰٫۹۲۰۷ | 11 دقیقه و 27 ثانیه | ۸°۳۶′جنوبی ۳۲°۱۲′شرقی / ۸٫۶°جنوبی ۳۲٫۲°شرقی     | ۳۱۱ کیلومتر (۱۹۳ مایل) |                 | [ ۱ ] |
| ۱۵ ژوئن ۷۴۴    | ۱۴:۲۷:۱۴           | ۵۴         | کامل   | ۱٫۰۷۹۲ | 07 دقیقه و 28 ثانیه | ۰°۴۲′جنوبی ۴۸°۴۸′شرقی / ۰٫۷°جنوبی ۴۸٫۸°شرقی     | ۲۷۹ کیلومتر (۱۷۳ مایل) |                 | [ ۱ ] |
| ۹ دسامبر ۷۴۴   | ۱۴:۴۰:۵۹           | ۵۹         | حلقه‌ای | ۰٫۹۱۶۶ | 09 دقیقه و 04 ثانیه | ۴۶°۳۶′شمالی ۴۹°۱۲′شرقی / ۴۶٫۶°شمالی ۴۹٫۲°شرقی   | ۸۸۱ کیلومتر (۵۴۷ مایل) |                 | [ ۱ ] |
| ۶ مه ۷۴۳       | ۲۲:۰۴:۲۵           | ۲۶         | جزئی   | ۰٫۲۱۰۴ | —                   | ۷۰°۲۴′شمالی ۱۵۹°۴۲′شرقی / ۷۰٫۴°شمالی ۱۵۹٫۷°شرقی | —                      |                 | [ ۱ ] |
| ۵ ژوئن ۷۴۳     | ۰۶:۴۵:۵۲           | ۶۴         | جزئی   | ۰٫۶۹۱۹ | —                   | ۶۸°۰۰′جنوبی ۱۷۷°۰۰′شرقی / ۶۸٫۰°جنوبی ۱۷۷٫۰°شرقی | —                      |                 | [ ۱ ] |
| ۳۰ اکتبر ۷۴۳   | ۰۴:۲۲:۲۲           | ۳۱         | جزئی   | ۰٫۴۷۴۲ | —                   | ۷۰°۴۸′جنوبی ۷۳°۱۲′شرقی / ۷۰٫۸°جنوبی ۷۳٫۲°شرقی   | —                      |                 | [ ۱ ] |
| ۲۶ آوریل ۷۴۲   | ۰۵:۳۵:۳۳           | ۳۶         | حلقه‌ای | ۰٫۹۶۳۴ | 03 دقیقه و 16 ثانیه | ۵۳°۳۰′شمالی ۱۶۳°۱۸′شرقی / ۵۳٫۵°شمالی ۱۶۳٫۳°شرقی | ۱۸۸ کیلومتر (۱۱۷ مایل) |                 | [ ۱ ] |
| ۱۹ اکتبر ۷۴۲   | ۱۸:۱۲:۲۳           | ۴۱         | کامل   | ۱٫۰۴۲۳ | 03 دقیقه و 19 ثانیه | ۴۰°۱۸′جنوبی ۲۱°۱۸′غربی / ۴۰٫۳°جنوبی ۲۱٫۳°غربی   | ۱۷۱ کیلومتر (۱۰۶ مایل) |                 | [ ۱ ] |
| ۱۴ آوریل ۷۴۱   | ۰۶:۵۲:۵۲           | ۴۶         | حلقه‌ای | ۰٫۹۴۵۵ | 07 دقیقه و 04 ثانیه | ۴°۰۶′شمالی ۱۶۴°۳۶′شرقی / ۴٫۱°شمالی ۱۶۴٫۶°شرقی   | ۲۰۱ کیلومتر (۱۲۵ مایل) |                 | [ ۱ ] |
| ۸ اکتبر ۷۴۱    | ۱۰:۰۴:۲۰           | ۵۱         | کامل   | ۱٫۰۴۳۲ | 04 دقیقه و 01 ثانیه | ۲°۴۸′شمالی ۱۱۵°۴۲′شرقی / ۲٫۸°شمالی ۱۱۵٫۷°شرقی   | ۱۴۵ کیلومتر (۹۰ مایل)  |                 | [ ۱ ] |
| ۳ آوریل ۷۴۰    | ۰۸:۲۵:۲۵           | ۵۶         | حلقه‌ای | ۰٫۹۶۱۷ | 03 دقیقه و 35 ثانیه | ۴۷°۰۰′جنوبی ۱۶۲°۴۲′شرقی / ۴۷٫۰°جنوبی ۱۶۲٫۷°شرقی | ۲۲۴ کیلومتر (۱۳۹ مایل) |                 | [ ۱ ] |
| ۲۷ سپتامبر ۷۴۰ | ۲۳:۱۷:۳۵           | ۶۱         | حلقه‌ای | ۰٫۹۹۱۶ | 00 دقیقه و 40 ثانیه | ۵۳°۴۸′شمالی ۵۷°۵۴′غربی / ۵۳٫۸°شمالی ۵۷٫۹°غربی   | ۵۳ کیلومتر (۳۳ مایل)   |                 | [ ۱ ] |
| ۲۲ فوریه ۷۳۹   | ۰۶:۲۲:۳۲           | ۲۸         | جزئی   | ۰٫۶۷۹۸ | —                   | ۷۰°۳۰′شمالی ۱۲۶°۳۶′شرقی / ۷۰٫۵°شمالی ۱۲۶٫۶°شرقی | —                      |                 | [ ۱ ] |
| ۲۳ مارس ۷۳۹    | ۱۶:۱۹:۵۲           | ۶۶         | جزئی   | ۰٫۱۰۸۵ | —                   | ۷۱°۴۲′جنوبی ۱۲۰°۳۶′شرقی / ۷۱٫۷°جنوبی ۱۲۰٫۶°شرقی | —                      |                 | [ ۱ ] |
| ۱۸ اوت ۷۳۹     | ۱۳:۴۳:۰۷           | ۳۳         | جزئی   | ۰٫۴۲۰۴ | —                   | ۷۰°۰۰′جنوبی ۲۳°۴۸′شرقی / ۷۰٫۰°جنوبی ۲۳٫۸°شرقی   | —                      |                 | [ ۱ ] |
| ۱۱ فوریه ۷۳۸   | ۲۲:۰۶:۳۳           | ۳۸         | کامل   | ۱٫۰۵۸۷ | 05 دقیقه و 27 ثانیه | ۱۰°۰۰′شمالی ۶۵°۳۶′غربی / ۱۰٫۰°شمالی ۶۵٫۶°غربی   | ۲۱۶ کیلومتر (۱۳۴ مایل) |                 | [ ۱ ] |
| ۷ اوت ۷۳۸      | ۱۳:۴۲:۲۹           | ۴۳         | حلقه‌ای | ۰٫۹۴۲۱ | 07 دقیقه و 40 ثانیه | ۱۷°۰۰′جنوبی ۵۶°۲۴′شرقی / ۱۷٫۰°جنوبی ۵۶٫۴°شرقی   | ۲۶۵ کیلومتر (۱۶۵ مایل) |                 | [ ۱ ] |
| ۱ فوریه ۷۳۷    | ۱۳:۵۲:۴۴           | ۴۸         | کامل   | ۱٫۰۳۳۹ | 03 دقیقه و 01 ثانیه | ۳۳°۳۰′جنوبی ۶۵°۲۴′شرقی / ۳۳٫۵°جنوبی ۶۵٫۴°شرقی   | ۱۱۸ کیلومتر (۷۳ مایل)  |                 | [ ۱ ] |
| ۲۶ ژوئیه ۷۳۷   | ۱۷:۴۵:۰۱           | ۵۳         | حلقه‌ای | ۰٫۹۸۹۹ | 01 دقیقه و 04 ثانیه | ۳۱°۳۶′شمالی ۱°۴۲′شرقی / ۳۱٫۶°شمالی ۱٫۷°شرقی     | ۳۶ کیلومتر (۲۲ مایل)   |                 | [ ۱ ] |
| ۲۱ ژانویه ۷۳۶  | ۰۱:۰۵:۱۳           | ۵۸         | حلقه‌ای | ۰٫۹۶۲۱ | 02 دقیقه و 04 ثانیه | ۷۰°۲۴′جنوبی ۶۰°۱۲′شرقی / ۷۰٫۴°جنوبی ۶۰٫۲°شرقی   | —                      |                 | [ ۱ ] |
| ۱۶ ژوئیه ۷۳۶   | ۰۵:۱۰:۵۸           | ۶۳         | کامل   | ۱٫۰۳۷۳ | 02 دقیقه و 06 ثانیه | ۸۸°۳۰′شمالی ۱۴۵°۲۴′غربی / ۸۸٫۵°شمالی ۱۴۵٫۴°غربی | ۳۰۵ کیلومتر (۱۹۰ مایل) |                 | [ ۱ ] |
| ۱۱ دسامبر ۷۳۶  | ۰۹:۵۸:۱۷           | ۳۰         | جزئی   | ۰٫۴۶۵۲ | —                   | ۶۴°۰۰′شمالی ۱۴۷°۱۸′شرقی / ۶۴٫۰°شمالی ۱۴۷٫۳°شرقی | —                      |                 | [ ۱ ] |
| ۶ ژوئن ۷۳۵     | ۱۴:۵۱:۳۲           | ۳۵         | کامل   | ۱٫۰۶۶۵ | 05 دقیقه و 12 ثانیه | ۴۰°۱۲′جنوبی ۵۹°۴۸′شرقی / ۴۰٫۲°جنوبی ۵۹٫۸°شرقی   | ۴۹۱ کیلومتر (۳۰۵ مایل) |                 | [ ۱ ] |
| ۳۰ نوامبر ۷۳۵  | ۰۹:۳۷:۱۸           | ۴۰         | حلقه‌ای | ۰٫۹۳۲۴ | 08 دقیقه و 30 ثانیه | ۱۴°۵۴′شمالی ۱۳۱°۱۲′شرقی / ۱۴٫۹°شمالی ۱۳۱٫۲°شرقی | ۳۱۲ کیلومتر (۱۹۴ مایل) |                 | [ ۱ ] |
| ۲۷ مه ۷۳۴      | ۰۶:۰۹:۳۹           | ۴۵         | کامل   | ۱٫۰۳۵۲ | 03 دقیقه و 26 ثانیه | ۱۱°۰۰′شمالی ۱۷۴°۵۴′شرقی / ۱۱٫۰°شمالی ۱۷۴٫۹°شرقی | ۱۲۰ کیلومتر (۷۵ مایل)  |                 | [ ۱ ] |
| ۱۹ نوامبر ۷۳۴  | ۱۵:۲۲:۰۷           | ۵۰         | حلقه‌ای | ۰٫۹۸۷۱ | 01 دقیقه و 16 ثانیه | ۲۴°۱۲′جنوبی ۳۰°۴۲′شرقی / ۲۴٫۲°جنوبی ۳۰٫۷°شرقی   | ۴۶ کیلومتر (۲۹ مایل)   |                 | [ ۱ ] |
| ۱۵ مه ۷۳۳      | ۱۵:۱۹:۴۵           | ۵۵         | حلقه‌ای | ۰٫۹۷۶۱ | 01 دقیقه و 59 ثانیه | ۵۲°۲۴′شمالی ۱۰°۳۰′شرقی / ۵۲٫۴°شمالی ۱۰٫۵°شرقی   | ۱۱۰ کیلومتر (۶۸ مایل)  |                 | [ ۱ ] |
| ۸ نوامبر ۷۳۳   | ۰۳:۵۷:۴۴           | ۶۰         | کامل   | ۱٫۰۲۹۳ | 01 دقیقه و 54 ثانیه | ۵۸°۱۲′جنوبی ۱۶۶°۰۰′شرقی / ۵۸٫۲°جنوبی ۱۶۶٫۰°شرقی | ۱۵۸ کیلومتر (۹۸ مایل)  |                 | [ ۱ ] |
| ۵ آوریل ۷۳۲    | ۰۲:۲۵:۴۶           | ۲۷         | جزئی   | ۰٫۲۱۹۱ | —                   | ۶۰°۴۲′جنوبی ۴۴°۱۲′غربی / ۶۰٫۷°جنوبی ۴۴٫۲°غربی   | —                      |                 | [ ۱ ] |
| ۴ مه ۷۳۲       | ۱۷:۴۱:۰۴           | ۶۵         | جزئی   | ۰٫۲۲۳۲ | —                   | ۶۱°۳۰′شمالی ۱۱۶°۴۲′غربی / ۶۱٫۵°شمالی ۱۱۶٫۷°غربی | —                      |                 | [ ۱ ] |
| ۲۹ سپتامبر ۷۳۲ | ۰۹:۰۷:۰۸           | ۳۲         | جزئی   | ۰٫۵۴۷۹ | —                   | ۶۰°۴۲′شمالی ۱۴۰°۵۴′غربی / ۶۰٫۷°شمالی ۱۴۰٫۹°غربی | —                      |                 | [ ۱ ] |
| ۲۸ اکتبر ۷۳۲   | ۱۹:۳۸:۵۲           | ۷۰         | جزئی   | ۰٫۲۰۲۵ | —                   | ۶۱°۱۸′جنوبی ۱۴۲°۰۶′غربی / ۶۱٫۳°جنوبی ۱۴۲٫۱°غربی | —                      |                 | [ ۱ ] |
| ۲۵ مارس ۷۳۱    | ۰۵:۱۷:۵۳           | ۳۷         | حلقه‌ای | ۰٫۹۷۵۳ | 02 دقیقه و 13 ثانیه | ۳۶°۱۲′جنوبی ۱۴۷°۳۶′غربی / ۳۶٫۲°جنوبی ۱۴۷٫۶°غربی | ۱۱۴ کیلومتر (۷۱ مایل)  |                 | [ ۱ ] |
| ۱۸ سپتامبر ۷۳۱ | ۲۰:۵۲:۱۲           | ۴۲         | حلقه‌ای | ۰٫۹۸۲۱ | 01 دقیقه و 34 ثانیه | ۳۵°۳۰′شمالی ۲۷°۱۸′غربی / ۳۵٫۵°شمالی ۲۷٫۳°غربی   | ۷۷ کیلومتر (۴۸ مایل)   |                 | [ ۱ ] |
| ۱۴ مارس ۷۳۰    | ۱۵:۰۹:۱۸           | ۴۷         | کامل   | ۱٫۰۳۲۰ | 02 دقیقه و 52 ثانیه | ۰°۳۶′شمالی ۳۸°۳۶′شرقی / ۰٫۶°شمالی ۳۸٫۶°شرقی     | ۱۰۹ کیلومتر (۶۸ مایل)  |                 | [ ۱ ] |
| ۸ سپتامبر ۷۳۰  | ۰۱:۳۳:۴۳           | ۵۲         | حلقه‌ای | ۰٫۹۴۰۹ | 06 دقیقه و 47 ثانیه | ۲°۰۶′شمالی ۱۲۱°۰۶′غربی / ۲٫۱°شمالی ۱۲۱٫۱°غربی   | ۲۲۱ کیلومتر (۱۳۷ مایل) |                 | [ ۱ ] |
| ۳ مارس ۷۲۹     | ۰۶:۲۸:۱۰           | ۵۷         | کامل   | ۱٫۰۵۶۶ | 04 دقیقه و 07 ثانیه | ۳۹°۵۴′شمالی ۱۴۳°۰۶′شرقی / ۳۹٫۹°شمالی ۱۴۳٫۱°شرقی | ۳۳۱ کیلومتر (۲۰۶ مایل) |                 | [ ۱ ] |
| ۲۷ اوت ۷۲۹     | ۰۱:۲۶:۲۱           | ۶۲         | حلقه‌ای | ۰٫۹۲۷۷ | 07 دقیقه و 27 ثانیه | ۴۰°۰۶′جنوبی ۱۴۴°۱۲′غربی / ۴۰٫۱°جنوبی ۱۴۴٫۲°غربی | ۵۱۷ کیلومتر (۳۲۱ مایل) |                 | [ ۱ ] |
| ۲۲ ژانویه ۷۲۸  | ۱۲:۳۴:۴۴           | ۲۹         | جزئی   | ۰٫۷۷۱۴ | —                   | ۶۳°۱۸′جنوبی ۱۳۷°۴۸′غربی / ۶۳٫۳°جنوبی ۱۳۷٫۸°غربی | —                      |                 | [ ۱ ] |
| ۱۷ ژوئیه ۷۲۸   | ۱۵:۴۰:۰۳           | ۳۴         | جزئی   | ۰٫۶۱۵۳ | —                   | ۶۴°۱۲′شمالی ۱۷۸°۳۶′غربی / ۶۴٫۲°شمالی ۱۷۸٫۶°غربی | —                      |                 | [ ۱ ] |
| ۱۶ اوت ۷۲۸     | ۰۳:۵۰:۰۷           | ۷۲         | جزئی   | ۰٫۰۲۱۲ | —                   | ۶۲°۰۶′جنوبی ۱۵۳°۳۶′شرقی / ۶۲٫۱°جنوبی ۱۵۳٫۶°شرقی | —                      |                 | [ ۱ ] |
| ۱۱ ژانویه ۷۲۷  | ۲۱:۴۴:۲۸           | ۳۹         | حلقه‌ای | ۰٫۹۵۷۹ | 03 دقیقه و 56 ثانیه | ۴۹°۰۶′جنوبی ۴۸°۵۴′غربی / ۴۹٫۱°جنوبی ۴۸٫۹°غربی   | ۱۷۲ کیلومتر (۱۰۷ مایل) |                 | [ ۱ ] |
| ۷ ژوئیه ۷۲۷    | ۰۴:۵۶:۳۹           | ۴۴         | کامل   | ۱٫۰۶۰۷ | 04 دقیقه و 38 ثانیه | ۴۷°۵۴′شمالی ۱۶۳°۵۴′غربی / ۴۷٫۹°شمالی ۱۶۳٫۹°غربی | ۲۱۹ کیلومتر (۱۳۶ مایل) |                 | [ ۱ ] |
| ۳۱ دسامبر ۷۲۷  | ۲۳:۳۳:۲۵           | ۴۹         | حلقه‌ای | ۰٫۹۲۱۵ | 11 دقیقه و 10 ثانیه | ۹°۳۰′جنوبی ۸۷°۳۶′غربی / ۹٫۵°جنوبی ۸۷٫۶°غربی     | ۳۰۶ کیلومتر (۱۹۰ مایل) |                 | [ ۱ ] |
| ۲۶ ژوئن ۷۲۶    | ۲۱:۵۵:۳۳           | ۵۴         | کامل   | ۱٫۰۷۷۷ | 07 دقیقه و 18 ثانیه | ۴°۳۶′شمالی ۶۵°۳۰′غربی / ۴٫۶°شمالی ۶۵٫۵°غربی     | ۲۶۶ کیلومتر (۱۶۵ مایل) |                 | [ ۱ ] |
| ۲۰ دسامبر ۷۲۶  | ۲۲:۴۵:۲۱           | ۵۹         | حلقه‌ای | ۰٫۹۱۹۴ | 08 دقیقه و 54 ثانیه | ۴۴°۳۰′شمالی ۷۸°۰۶′غربی / ۴۴٫۵°شمالی ۷۸٫۱°غربی   | ۸۱۲ کیلومتر (۵۰۵ مایل) |                 | [ ۱ ] |
| ۱۷ مه ۷۲۵      | ۰۵:۰۴:۳۴           | ۲۶         | جزئی   | ۰٫۰۶۲۸ | —                   | ۶۹°۳۰′شمالی ۴۰°۵۴′شرقی / ۶۹٫۵°شمالی ۴۰٫۹°شرقی   | —                      |                 | [ ۱ ] |
| ۱۵ ژوئن ۷۲۵    | ۱۳:۵۷:۴۸           | ۶۴         | جزئی   | ۰٫۸۲۵۵ | —                   | ۶۷°۰۰′جنوبی ۵۶°۳۶′شرقی / ۶۷٫۰°جنوبی ۵۶٫۶°شرقی   | —                      |                 | [ ۱ ] |
| ۹ نوامبر ۷۲۵   | ۱۳:۰۰:۳۹           | ۳۱         | جزئی   | ۰٫۴۷۸۵ | —                   | ۷۰°۰۶′جنوبی ۷۰°۴۲′غربی / ۷۰٫۱°جنوبی ۷۰٫۷°غربی   | —                      |                 | [ ۱ ] |
| ۹ دسامبر ۷۲۵   | ۰۲:۴۸:۵۴           | ۶۹         | جزئی   | ۰٫۰۰۵۵ | —                   | ۶۷°۳۰′شمالی ۱۳۰°۱۸′غربی / ۶۷٫۵°شمالی ۱۳۰٫۳°غربی | —                      |                 | [ ۱ ] |
| ۶ مه ۷۲۴       | ۱۲:۱۰:۱۷           | ۳۶         | حلقه‌ای | ۰٫۹۶۰۶ | 03 دقیقه و 12 ثانیه | ۶۴°۱۲′شمالی ۵۶°۰۶′شرقی / ۶۴٫۲°شمالی ۵۶٫۱°شرقی   | ۲۳۶ کیلومتر (۱۴۷ مایل) |                 | [ ۱ ] |
| ۳۰ اکتبر ۷۲۴   | ۰۲:۵۸:۵۳           | ۴۱         | کامل   | ۱٫۰۴۱۶ | 03 دقیقه و 10 ثانیه | ۴۵°۰۰′جنوبی ۱۵۴°۱۲′غربی / ۴۵٫۰°جنوبی ۱۵۴٫۲°غربی | ۱۶۹ کیلومتر (۱۰۵ مایل) |                 | [ ۱ ] |
| ۲۵ آوریل ۷۲۳   | ۱۳:۱۹:۵۱           | ۴۶         | حلقه‌ای | ۰٫۹۴۷۵ | 06 دقیقه و 45 ثانیه | ۱۲°۳۶′شمالی ۶۴°۱۸′شرقی / ۱۲٫۶°شمالی ۶۴٫۳°شرقی   | ۱۹۳ کیلومتر (۱۲۰ مایل) |                 | [ ۱ ] |
| ۱۹ اکتبر ۷۲۳   | ۱۸:۴۳:۱۸           | ۵۱         | کامل   | ۱٫۰۳۹۳ | 03 دقیقه و 42 ثانیه | ۲°۰۶′جنوبی ۱۶°۰۶′غربی / ۲٫۱°جنوبی ۱۶٫۱°غربی     | ۱۳۲ کیلومتر (۸۲ مایل)  |                 | [ ۱ ] |
| ۱۴ آوریل ۷۲۲   | ۱۵:۱۵:۲۴           | ۵۶         | حلقه‌ای | ۰٫۹۶۸۱ | 03 دقیقه و 15 ثانیه | ۳۷°۲۴′جنوبی ۵۲°۳۰′شرقی / ۳۷٫۴°جنوبی ۵۲٫۵°شرقی   | ۱۶۳ کیلومتر (۱۰۱ مایل) |                 | [ ۱ ] |
| ۹ اکتبر ۷۲۲    | ۰۷:۳۲:۰۷           | ۶۱         | حلقه‌ای | ۰٫۹۸۶۳ | 01 دقیقه و 09 ثانیه | ۴۸°۳۰′شمالی ۱۷۲°۵۴′شرقی / ۴۸٫۵°شمالی ۱۷۲٫۹°شرقی | ۸۴ کیلومتر (۵۲ مایل)   |                 | [ ۱ ] |
| ۴ مارس ۷۲۱     | ۱۴:۱۸:۵۸           | ۲۸         | جزئی   | ۰٫۶۱۱۴ | —                   | ۷۱°۰۶′شمالی ۷°۰۶′غربی / ۷۱٫۱°شمالی ۷٫۱°غربی     | —                      |                 | [ ۱ ] |
| ۲ آوریل ۷۲۱    | ۲۳:۴۴:۰۸           | ۶۶         | جزئی   | ۰٫۲۲۱۶ | —                   | ۷۱°۴۲′جنوبی ۵°۴۲′غربی / ۷۱٫۷°جنوبی ۵٫۷°غربی     | —                      |                 | [ ۱ ] |
| ۲۸ اوت ۷۲۱     | ۲۰:۵۰:۳۵           | ۳۳         | جزئی   | ۰٫۳۳۶۸ | —                   | ۷۰°۴۲′جنوبی ۹۷°۱۲′غربی / ۷۰٫۷°جنوبی ۹۷٫۲°غربی   | —                      |                 | [ ۱ ] |
| ۲۲ فوریه ۷۲۰   | ۰۶:۱۹:۲۸           | ۳۸         | کامل   | ۱٫۰۶۱۷ | 05 دقیقه و 32 ثانیه | ۱۵°۲۴′شمالی ۱۶۷°۵۴′شرقی / ۱۵٫۴°شمالی ۱۶۷٫۹°شرقی | ۲۳۱ کیلومتر (۱۴۴ مایل) |                 | [ ۱ ] |
| ۱۷ اوت ۷۲۰     | ۲۰:۴۳:۱۰           | ۴۳         | حلقه‌ای | ۰٫۹۴۰۰ | 07 دقیقه و 31 ثانیه | ۲۳°۴۲′جنوبی ۵۳°۰۶′غربی / ۲۳٫۷°جنوبی ۵۳٫۱°غربی   | ۲۹۱ کیلومتر (۱۸۱ مایل) |                 | [ ۱ ] |
| ۱۱ فوریه ۷۱۹   | ۲۲:۰۷:۰۷           | ۴۸         | کامل   | ۱٫۰۳۴۵ | 03 دقیقه و 08 ثانیه | ۲۸°۴۸′جنوبی ۵۸°۴۲′غربی / ۲۸٫۸°جنوبی ۵۸٫۷°غربی   | ۱۱۹ کیلومتر (۷۴ مایل)  |                 | [ ۱ ] |
| ۷ اوت ۷۱۹      | ۰۱:۰۲:۱۴           | ۵۳         | حلقه‌ای | ۰٫۹۹۰۶ | 01 دقیقه و 01 ثانیه | ۲۵°۴۸′شمالی ۱۰۸°۲۴′غربی / ۲۵٫۸°شمالی ۱۰۸٫۴°غربی | ۳۳ کیلومتر (۲۱ مایل)   |                 | [ ۱ ] |
| ۱ فوریه ۷۱۸    | ۰۹:۰۵:۵۲           | ۵۸         | حلقه‌ای | ۰٫۹۶۴۳ | 02 دقیقه و 07 ثانیه | ۷۸°۴۲′جنوبی ۹۵°۱۲′غربی / ۷۸٫۷°جنوبی ۹۵٫۲°غربی   | ۶۴۴ کیلومتر (۴۰۰ مایل) |                 | [ ۱ ] |
| ۲۷ ژوئیه ۷۱۸   | ۱۲:۴۵:۱۲           | ۶۳         | کامل   | ۱٫۰۳۹۸ | 02 دقیقه و 24 ثانیه | ۷۸°۳۶′شمالی ۹۶°۱۸′شرقی / ۷۸٫۶°شمالی ۹۶٫۳°شرقی   | ۲۵۲ کیلومتر (۱۵۷ مایل) |                 | [ ۱ ] |
| ۲۲ دسامبر ۷۱۸  | ۱۷:۵۵:۳۸           | ۳۰         | جزئی   | ۰٫۴۵۲۱ | —                   | ۶۵°۰۰′شمالی ۱۶°۵۴′شرقی / ۶۵٫۰°شمالی ۱۶٫۹°شرقی   | —                      |                 | [ ۱ ] |
| ۱۶ ژوئن ۷۱۷    | ۲۲:۱۵:۲۴           | ۳۵         | کامل   | ۱٫۰۶۰۱ | 04 دقیقه و 21 ثانیه | ۵۲°۲۴′جنوبی ۵۲°۱۲′غربی / ۵۲٫۴°جنوبی ۵۲٫۲°غربی   | ۸۷۴ کیلومتر (۵۴۳ مایل) |                 | [ ۱ ] |
| ۱۰ دسامبر ۷۱۷  | ۱۷:۴۸:۲۷           | ۴۰         | حلقه‌ای | ۰٫۹۳۵۱ | 08 دقیقه و 22 ثانیه | ۱۳°۴۸′شمالی ۵°۳۰′شرقی / ۱۳٫۸°شمالی ۵٫۵°شرقی     | ۳۰۱ کیلومتر (۱۸۷ مایل) |                 | [ ۱ ] |
| ۶ ژوئن ۷۱۶     | ۱۳:۱۵:۲۰           | ۴۵         | کامل   | ۱٫۰۳۱۰ | 03 دقیقه و 10 ثانیه | ۸°۳۰′شمالی ۶۸°۰۰′شرقی / ۸٫۵°شمالی ۶۸٫۰°شرقی     | ۱۰۸ کیلومتر (۶۷ مایل)  |                 | [ ۱ ] |
| ۲۹ نوامبر ۷۱۶  | ۲۳:۵۷:۱۸           | ۵۰         | حلقه‌ای | ۰٫۹۹۰۰ | 00 دقیقه و 59 ثانیه | ۲۷°۰۰′جنوبی ۹۸°۱۲′غربی / ۲۷٫۰°جنوبی ۹۸٫۲°غربی   | ۳۵ کیلومتر (۲۲ مایل)   |                 | [ ۱ ] |
| ۲۶ مه ۷۱۵      | ۲۱:۵۶:۴۸           | ۵۵         | حلقه‌ای | ۰٫۹۷۴۳ | 02 دقیقه و 14 ثانیه | ۵۱°۰۶′شمالی ۸۳°۲۴′غربی / ۵۱٫۱°شمالی ۸۳٫۴°غربی   | ۱۱۰ کیلومتر (۶۸ مایل)  |                 | [ ۱ ] |
| ۱۹ نوامبر ۷۱۵  | ۱۲:۴۸:۴۵           | ۶۰         | کامل   | ۱٫۰۳۰۴ | 01 دقیقه و 56 ثانیه | ۶۲°۳۶′جنوبی ۳۲°۱۸′شرقی / ۶۲٫۶°جنوبی ۳۲٫۳°شرقی   | ۱۶۴ کیلومتر (۱۰۲ مایل) |                 | [ ۱ ] |
| ۱۶ آوریل ۷۱۴   | ۰۸:۵۹:۲۶           | ۲۷         | جزئی   | ۰٫۰۹۱۷ | —                   | ۶۰°۵۴′جنوبی ۱۵۲°۳۰′غربی / ۶۰٫۹°جنوبی ۱۵۲٫۵°غربی | —                      |                 | [ ۱ ] |
| ۱۶ مه ۷۱۴      | ۰۰:۰۰:۳۷           | ۶۵         | جزئی   | ۰٫۳۶۹۱ | —                   | ۶۲°۰۶′شمالی ۱۳۸°۱۸′شرقی / ۶۲٫۱°شمالی ۱۳۸٫۳°شرقی | —                      |                 | [ ۱ ] |
| ۱۰ اکتبر ۷۱۴   | ۱۷:۳۶:۳۹           | ۳۲         | جزئی   | ۰٫۵۱۵۰ | —                   | ۶۰°۴۲′شمالی ۸۱°۴۸′شرقی / ۶۰٫۷°شمالی ۸۱٫۸°شرقی   | —                      |                 | [ ۱ ] |
| ۹ نوامبر ۷۱۴   | ۰۴:۲۸:۳۲           | ۷۰         | جزئی   | ۰٫۲۰۶۶ | —                   | ۶۱°۴۸′جنوبی ۷۵°۲۴′شرقی / ۶۱٫۸°جنوبی ۷۵٫۴°شرقی   | —                      |                 | [ ۱ ] |
| ۴ آوریل ۷۱۳    | ۱۲:۲۰:۲۷           | ۳۷         | حلقه‌ای | ۰٫۹۸۰۱ | 01 دقیقه و 47 ثانیه | ۳۶°۲۴′جنوبی ۱۰۶°۴۸′شرقی / ۳۶٫۴°جنوبی ۱۰۶٫۸°شرقی | ۹۸ کیلومتر (۶۱ مایل)   |                 | [ ۱ ] |
| ۲۹ سپتامبر ۷۱۳ | ۰۴:۵۴:۱۴           | ۴۲         | حلقه‌ای | ۰٫۹۷۵۸ | 02 دقیقه و 11 ثانیه | ۳۲°۳۶′شمالی ۱۴۹°۱۸′غربی / ۳۲٫۶°شمالی ۱۴۹٫۳°غربی | ۱۰۷ کیلومتر (۶۶ مایل)  |                 | [ ۱ ] |
| ۲۴ مارس ۷۱۲    | ۲۲:۴۵:۰۹           | ۴۷         | کامل   | ۱٫۰۳۸۲ | 03 دقیقه و 21 ثانیه | ۲°۰۰′شمالی ۷۶°۰۶′غربی / ۲٫۰°شمالی ۷۶٫۱°غربی     | ۱۲۸ کیلومتر (۸۰ مایل)  |                 | [ ۱ ] |
| ۱۸ سپتامبر ۷۱۲ | ۰۹:۰۳:۱۴           | ۵۲         | حلقه‌ای | ۰٫۹۳۶۳ | 07 دقیقه و 15 ثانیه | ۰°۱۸′جنوبی ۱۲۵°۳۰′شرقی / ۰٫۳°جنوبی ۱۲۵٫۵°شرقی   | ۲۳۸ کیلومتر (۱۴۸ مایل) |                 | [ ۱ ] |
| ۱۴ مارس ۷۱۱    | ۱۴:۲۵:۵۷           | ۵۷         | کامل   | ۱٫۰۶۱۷ | 04 دقیقه و 26 ثانیه | ۳۹°۰۶′شمالی ۲۲°۲۴′شرقی / ۳۹٫۱°شمالی ۲۲٫۴°شرقی   | ۳۲۱ کیلومتر (۱۹۹ مایل) |                 | [ ۱ ] |
| ۷ سپتامبر ۷۱۱  | ۰۸:۴۱:۰۳           | ۶۲         | حلقه‌ای | ۰٫۹۲۶۶ | 07 دقیقه و 29 ثانیه | ۳۸°۳۶′جنوبی ۱۰۵°۳۰′شرقی / ۳۸٫۶°جنوبی ۱۰۵٫۵°شرقی | ۴۶۲ کیلومتر (۲۸۷ مایل) |                 | [ ۱ ] |
| ۲ فوریه ۷۱۰    | ۲۰:۵۱:۵۷           | ۲۹         | جزئی   | ۰٫۷۲۶۰ | —                   | ۶۲°۳۰′جنوبی ۸۷°۲۴′شرقی / ۶۲٫۵°جنوبی ۸۷٫۴°شرقی   | —                      |                 | [ ۱ ] |
| ۴ مارس ۷۱۰     | ۰۶:۵۶:۰۶           | ۶۷         | جزئی   | ۰٫۰۶۱۲ | —                   | ۶۱°۱۸′شمالی ۹۲°۴۲′شرقی / ۶۱٫۳°شمالی ۹۲٫۷°شرقی   | —                      |                 | [ ۱ ] |
| ۲۸ ژوئیه ۷۱۰   | ۲۲:۵۸:۰۸           | ۳۴         | جزئی   | ۰٫۵۱۱۶ | —                   | ۶۳°۲۴′شمالی ۶۱°۰۶′شرقی / ۶۳٫۴°شمالی ۶۱٫۱°شرقی   | —                      |                 | [ ۱ ] |
| ۲۷ اوت ۷۱۰     | ۱۱:۱۶:۲۶           | ۷۲         | جزئی   | ۰٫۱۱۰۱ | —                   | ۶۱°۳۰′جنوبی ۳۱°۵۴′شرقی / ۶۱٫۵°جنوبی ۳۱٫۹°شرقی   | —                      |                 | [ ۱ ] |
| ۲۳ ژانویه ۷۰۹  | ۰۵:۴۵:۴۶           | ۳۹         | حلقه‌ای | ۰٫۹۵۷۵ | 03 دقیقه و 56 ثانیه | ۴۸°۰۰′جنوبی ۱۶۶°۱۲′غربی / ۴۸٫۰°جنوبی ۱۶۶٫۲°غربی | ۱۷۵ کیلومتر (۱۰۹ مایل) |                 | [ ۱ ] |
| ۱۷ ژوئیه ۷۰۹   | ۱۲:۲۸:۵۱           | ۴۴         | کامل   | ۱٫۰۶۰۱ | 04 دقیقه و 25 ثانیه | ۵۰°۳۰′شمالی ۸۶°۵۴′شرقی / ۵۰٫۵°شمالی ۸۶٫۹°شرقی   | ۲۲۵ کیلومتر (۱۴۰ مایل) |                 | [ ۱ ] |
| ۱۱ ژانویه ۷۰۸  | ۰۷:۲۲:۲۷           | ۴۹         | حلقه‌ای | ۰٫۹۲۲۹ | 10 دقیقه و 42 ثانیه | ۹°۴۸′جنوبی ۱۵۴°۱۲′شرقی / ۹٫۸°جنوبی ۱۵۴٫۲°شرقی   | ۲۹۹ کیلومتر (۱۸۶ مایل) |                 | [ ۱ ] |
| ۷ ژوئیه ۷۰۸    | ۰۵:۲۷:۵۸           | ۵۴         | کامل   | ۱٫۰۷۵۵ | 07 دقیقه و 00 ثانیه | ۸°۴۲′شمالی ۱۷۹°۵۴′شرقی / ۸٫۷°شمالی ۱۷۹٫۹°شرقی   | ۲۵۳ کیلومتر (۱۵۷ مایل) |                 | [ ۱ ] |
| ۳۱ دسامبر ۷۰۸  | ۰۶:۴۴:۳۸           | ۵۹         | حلقه‌ای | ۰٫۹۲۳۰ | 08 دقیقه و 34 ثانیه | ۴۲°۱۲′شمالی ۱۵۶°۲۴′شرقی / ۴۲٫۲°شمالی ۱۵۶٫۴°شرقی | ۷۱۸ کیلومتر (۴۴۶ مایل) |                 | [ ۱ ] |
| ۲۶ ژوئن ۷۰۷    | ۲۱:۱۳:۰۳           | ۶۴         | جزئی   | ۰٫۹۵۱۹ | —                   | ۶۶°۰۰′جنوبی ۶۴°۰۶′غربی / ۶۶٫۰°جنوبی ۶۴٫۱°غربی   | —                      |                 | [ ۱ ] |
| ۲۰ نوامبر ۷۰۷  | ۲۱:۴۱:۱۸           | ۳۱         | جزئی   | ۰٫۴۸۴۲ | —                   | ۶۹°۱۲′جنوبی ۱۴۵°۲۴′شرقی / ۶۹٫۲°جنوبی ۱۴۵٫۴°شرقی | —                      |                 | [ ۱ ] |
| ۲۰ دسامبر ۷۰۷  | ۱۱:۱۵:۵۰           | ۶۹         | جزئی   | ۰٫۰۱۶۵ | —                   | ۶۶°۲۴′شمالی ۹۰°۵۴′شرقی / ۶۶٫۴°شمالی ۹۰٫۹°شرقی   | —                      |                 | [ ۱ ] |
| ۱۷ مه ۷۰۶      | ۱۸:۴۱:۳۶           | ۳۶         | حلقه‌ای | ۰٫۹۵۶۹ | 03 دقیقه و 08 ثانیه | ۷۵°۳۶′شمالی ۵۹°۳۶′غربی / ۷۵٫۶°شمالی ۵۹٫۶°غربی   | ۳۳۶ کیلومتر (۲۰۹ مایل) |                 | [ ۱ ] |
| ۱۰ نوامبر ۷۰۶  | ۱۱:۴۸:۵۶           | ۴۱         | کامل   | ۱٫۰۴۱۳ | 03 دقیقه و 04 ثانیه | ۴۹°۲۴′جنوبی ۷۳°۰۶′شرقی / ۴۹٫۴°جنوبی ۷۳٫۱°شرقی   | ۱۶۹ کیلومتر (۱۰۵ مایل) |                 | [ ۱ ] |
| ۵ مه ۷۰۵       | ۱۹:۴۲:۱۷           | ۴۶         | حلقه‌ای | ۰٫۹۴۹۱ | 06 دقیقه و 23 ثانیه | ۲۱°۰۶′شمالی ۳۴°۳۰′غربی / ۲۱٫۱°شمالی ۳۴٫۵°غربی   | ۱۸۸ کیلومتر (۱۱۷ مایل) |                 | [ ۱ ] |
| ۳۰ اکتبر ۷۰۵   | ۰۳:۲۷:۰۸           | ۵۱         | کامل   | ۱٫۰۳۵۹ | 03 دقیقه و 26 ثانیه | ۶°۳۶′جنوبی ۱۴۸°۴۸′غربی / ۶٫۶°جنوبی ۱۴۸٫۸°غربی   | ۱۲۱ کیلومتر (۷۵ مایل)  |                 | [ ۱ ] |
| ۲۴ آوریل ۷۰۴   | ۲۱:۵۹:۴۰           | ۵۶         | حلقه‌ای | ۰٫۹۷۳۹ | 02 دقیقه و 51 ثانیه | ۲۸°۰۰′جنوبی ۵۴°۵۴′غربی / ۲۸٫۰°جنوبی ۵۴٫۹°غربی   | ۱۲۰ کیلومتر (۷۵ مایل)  |                 | [ ۱ ] |
| ۱۹ اکتبر ۷۰۴   | ۱۵:۵۳:۳۹           | ۶۱         | حلقه‌ای | ۰٫۹۸۱۳ | 01 دقیقه و 40 ثانیه | ۴۴°۰۶′شمالی ۴۲°۳۶′شرقی / ۴۴٫۱°شمالی ۴۲٫۶°شرقی   | ۱۱۳ کیلومتر (۷۰ مایل)  |                 | [ ۱ ] |
| ۱۵ مارس ۷۰۳    | ۲۲:۰۷:۰۸           | ۲۸         | جزئی   | ۰٫۵۲۸۵ | —                   | ۷۱°۳۰′شمالی ۱۳۹°۰۶′غربی / ۷۱٫۵°شمالی ۱۳۹٫۱°غربی | —                      |                 | [ ۱ ] |
| ۱۴ آوریل ۷۰۳   | ۰۷:۰۲:۵۸           | ۶۶         | جزئی   | ۰٫۳۴۶۵ | —                   | ۷۱°۳۰′جنوبی ۱۳۰°۳۶′غربی / ۷۱٫۵°جنوبی ۱۳۰٫۶°غربی | —                      |                 | [ ۱ ] |
| ۹ سپتامبر ۷۰۳  | ۰۴:۰۷:۲۰           | ۳۳         | جزئی   | ۰٫۲۶۷۵ | —                   | ۷۱°۱۸′جنوبی ۱۳۸°۵۴′شرقی / ۷۱٫۳°جنوبی ۱۳۸٫۹°شرقی | —                      |                 | [ ۱ ] |
| ۵ مارس ۷۰۲     | ۱۴:۲۴:۲۳           | ۳۸         | کامل   | ۱٫۰۶۴۳ | 05 دقیقه و 33 ثانیه | ۲۱°۴۲′شمالی ۴۲°۴۸′شرقی / ۲۱٫۷°شمالی ۴۲٫۸°شرقی   | ۲۴۶ کیلومتر (۱۵۳ مایل) |                 | [ ۱ ] |
| ۲۹ اوت ۷۰۲     | ۰۳:۵۳:۵۱           | ۴۳         | حلقه‌ای | ۰٫۹۳۷۹ | 07 دقیقه و 18 ثانیه | ۳۰°۱۸′جنوبی ۱۶۵°۳۶′غربی / ۳۰٫۳°جنوبی ۱۶۵٫۶°غربی | ۳۱۹ کیلومتر (۱۹۸ مایل) |                 | [ ۱ ] |
| ۲۳ فوریه ۷۰۱   | ۰۶:۱۲:۰۹           | ۴۸         | کامل   | ۱٫۰۳۵۲ | 03 دقیقه و 16 ثانیه | ۲۳°۱۲′جنوبی ۱۷۸°۳۰′شرقی / ۲۳٫۲°جنوبی ۱۷۸٫۵°شرقی | ۱۲۱ کیلومتر (۷۵ مایل)  |                 | [ ۱ ] |
| ۱۷ اوت ۷۰۱     | ۰۸:۲۸:۳۳           | ۵۳         | حلقه‌ای | ۰٫۹۹۱۰ | 00 دقیقه و 59 ثانیه | ۱۹°۴۸′شمالی ۱۳۸°۳۰′شرقی / ۱۹٫۸°شمالی ۱۳۸٫۵°شرقی | ۳۲ کیلومتر (۲۰ مایل)   |                 | [ ۱ ] |